# Pukkisaari (ö i Birkaland, Tammerfors, lat 61,56, long 23,61)
Pukkisaari är en halvö i Finland. Den ligger i sjön Keijärvi och i kommunen Ylöjärvi i den ekonomiska regionen Tammerfors och landskapet Birkaland, i den södra delen av landet, 170 km norr om huvudstaden Helsingfors.